# القديس امارو
قديس امارو
وفقا للرواية التقليدية المسيحية، سانت امارو أو الحاج أماروس: (بالإسبانية سان أمارو). كان رئيس دير وبحار .زعم أنه أبحر عبر المحيط الأطلسي إلى الجنة الأرضية.
هناك اثنان من الشخصيات التاريخية الذين قد قدموا لهذه الأسطورة. ألأول هو التائب الفرنسي الذي يحمل الاسم نفسه. ذهب في رحلة حج إلى سانتياغو دي كومبوستيلا في القرن الثالث عشر. في رحلة عودته، أسس بنفسه مدينة بورغوس، كما أسس مستشفى لمرضى الجذام. كما تم تحديد اسم القديس امارو ، لتلميذ القديس بنديكت، الذي أسس أول دير للبينديكتين في فرنسا.